# Mesaj într-o sticlă

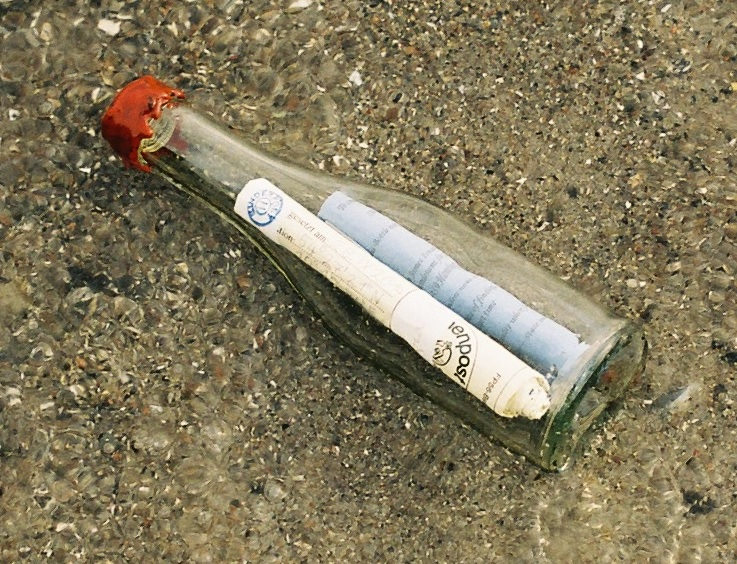
Mesaj în sticlă

Mesajul în sticlă este o formă de comunicare care constă în punerea în valurile mării a unei sticle (bine etanșată cu dop, pentru a nu pătrunde apa în ea, ca să poată pluti) în care este pusă o hârtie pe care este scris un mesaj.
Pentru mesaj este indicată utilizarea unor culori care să reziste ani de zile la efectul de decolorare al razelor de soare.

## Ecologie
Mesajul trebuie pus în sticlă, în butelie de sticlă și nu de plastic. (v. Gestionarea deșeurilor.) Este totalmente de evitat plasticul în apele mărilor și oceanelor, pentru că este foarte toxic pentru pești deci și pentru oamenii care consumă pește. În apele Pacificului s-a format o insulă plutitoare de dimensiuni continentale din deșeuri toxice din plastic. (v. Marea Insulă de Gunoaie din Pacific.) Dopul poate fi din plastic, întrucât cel care va găsi sticla poate recicla dopul la materiale de plastic. Unele deșeuri din plastic din Marea Neagră au o vechime de peste 20 de ani (dupa design) de exemplu dopuri de plastic pentru sticle. De aceea este importantă reciclarea plasticului. Pe de alta parte, fiul oceanografului Jacques Cousteau  (articol franceza)  (articol română) a afirmat că plasticul poate rezista pe uscat, deci și pe plaje, până la 1000 de ani. Butelii și de pungi de plastic au ajuns până și în Antarctica, un continent care este populat doar de câțiva exploratori. Pe de altă parte, UE are proiecte de înlocuire a plasticului rezistent si toxic cu plastic biodegradabil, care poate fi obținut din zerul de la lapte, care este un rezidu de la producerea brânzeturilor.

## Termen limită de ajungere la un destinatar
De remarcat că timpul scurs pană când cineva va găsi mesajul poate atinge 10-20 de ani, sau mai mult. De aceea se poate spune despre acest mesaj că este pus într-o capsulă a timpului.
Există posibilitatea ca mesajul sa nu fie gasit niciodata.

## Aplicații
Aceasta forma de comunicare este folosită de naufragiați, de persoanele izolate pe insule, sau pentru a face noi cunoștințe.
Plutirea acestor sticle este o metodă științifică de studiu a curenților maritimi.
Conform BBC, în 2011, în Rusia (Kaliningrad), un băiat de 13 ani a găsit o sticlă cu o scrisoare lansată din Germania Federală, cu 24 de ani în urmă, de Frank Uesbeck, care la momentul lansării sticlei avea 5 ani. "Dacă găsești această scrisoare, te rog să-mi răspunzi și eu îți voi raspunde". Expeditorul și-a dat adresa poștala în mesaj.
În momentul lansării, libertățile cetățenești precum libertatea de exprimare și libertatea de comunicare dintre persoanele din Rusia și Germania era imposibilă din cauza Războiului Rece (1947-1989).

## Scrieri literare cu acest titlu
- Message in a Bottle de Nicholas Sparks (Dec 1, 1999)
- The Message in the Bottle: How Queer Man Is, How Queer Language Is, and What One Has to Do with the Other de Walker Percy (Apr 1, 2000)